# Lars Forssell
Lars Hans Carl Abraham Forssell, född 14 januari 1928 i Sankt Görans församling i Stockholm, död 26 juli 2007 i Stockholm,
var en svensk författare och ledamot av Svenska Akademien 1971–2007 (stol nummer 4).  Han var en mångsidig författare som var verksam i många genrer, däribland poesi, dramatik, visor, barnböcker och översättningar.
Lars Forssell var son till historikern Arne Forssell. Han gifte sig den 16 maj 1951 med Kerstin Hane (1925–2012), och paret fick sönerna Jonas Forssell och Malte Forssell.

## Biografi
Forssell gick först i Sankt Görans folkskola på Kungsholmen och därefter i Norra Latin, samt studerade vid Augustana College, Rock Island, Illinois, där han blev Bachelor of Arts. År 1952 avlade han filosofie kandidatexamen vid Uppsala universitet i etnografi, engelska och litteraturhistoria. Därefter försörjde han sig som kulturskribent i olika tidningar och litterära tidskrifter (Utsikt, BLM, Poesi, Dagens Nyheter, Expressen), samtidigt som han etablerade sig som vistextförfattare till kabaréer och egna revyer (bland annat Två åsnor i Göteborg 1957).  
Som en av de ledande unga svenska poeterna under 1950-talet hämtade Forssell influenser från såväl svenska modernister som Gunnar Ekelöf och Erik Lindegren, som från engelskspråkiga lyriker som T.S. Eliot och Ezra Pound. Han tolkade och introducerade Pounds lyrik för den svenska publiken.
Hans diktsamlingar gav honom en plats i Svenska Akademien 1971, men det var hans sångtexter som gjorde honom allmänt känd. På 1970-talet var han verksam både som poet och som schlagertextförfattare och han skrev texten till Sommaren som aldrig säger nej, som vann den svenska uttagningen 1973, och 1980 skapade han en show till Lill-Babs. 
Forssell blev något av nationalpoet när han 1999 på beställning av Riksdagen skrev en kantat om svenskheten och "de långa nätternas och de stora avståndens språk". Han fick ta emot Evert Taube-stipendiet den 12 mars 1966 på Gyldene Freden i Stockholm, med motiveringen "För samtidens mest dräpande satirer i visans form, för sånger som drabbar de teknokratiska nationernas känsloköld, krigsvanvett, rasförtryck, penningdyrkan och kulturella ihålighet, men också för dikter med ystert skämt och innerlig älskog."
Lars Forssell är begravd på Hedvig Eleonora kyrkogård i Stockholm.

### Samlade upplagor och urval
- Don Quixotes drömmar : dikter 1949-1959. Den nya lyriken. Stockholm: Bonnier. 1960. Libris 1809104
- Det enda vi har är varandra : dikter / i urval av Sven Lindner ; förord av Karl Vennberg. Svalans lyrikklubb, 0586-0326 ; 6. Stockholm: Bonnier. 1964. Libris 8077893
- Nedslag : essäer och journalistik 1949-68 / i urval och med en inledande not av Björn Nilsson. Stockholm: Bonnier. 1969. Libris 8072185
- En bok för alla människor : minnen, uppsatser, kåserier 1969-74 / i urval av Bjärn Nilsson. Stockholm: Bonnier. 1975. Libris 7144601. ISBN 9100400033
- Dikter. Den svenska lyriken, 99-0110782-2. Stockholm: Bonnier. 1975. Libris 7144753. ISBN 9100403709
- Teater : [samlad dramatik och teateressayistik]. Del 1-2. Lund: Cavefors. 1977. Libris 140327
- Brokigheten : minnen, uppsatser, kåserier 1974-80 / i urval och med inledning av Björn Nilsson. Stockholm: Bonnier. 1980. Libris 7146286. ISBN 9100448508
- Poesi : ett urval. Bonnier pocket, 99-0307595-2. Stockholm: Bonnier. 1986. Libris 7147204. ISBN 9100468568
- Sånger. Stockholm: Bonnier. 1986. Libris 7147245. ISBN 9100469246
- Dagbrott : texter från trettiosju år / i urval av Kerstin Forssell. Stockholm: Bonnier. 1988. Libris 7147720. ISBN 9100476498
- Loggbok : artiklar om litteratur och kultur 1944-91 / urval: Crister Enander. Stockholm: Hägglund. 1996. Libris 7606006. ISBN 9171230505
- 100 dikter / i urval av Giacomo Oreglia ; illustrerad av Jerry Grönberg. Stockholm: Carlsson. 1996. Libris 7621999. ISBN 9172030089
- Visa stenar / [text:] Lars Forssell ; [bild:] Carl Fredrik Reuterswärd ; förord: Carl Fredrik Reuterswärd ; efterord: Lars Forssell. Stockholm: Bonnier. 1987. Libris 7147458. ISBN 9100473170

### Filmmanus
- Vaxdockan, 1962
- Prins Hatt under jorden, 1963
- Är du inte riktigt klok?, 1964
- Miss and Mrs. Sweden, 1969
- Rötmånad, 1970
- Morfars resa, 1993

### Översättningar (urval)
- Ezra Pound: 25 dikter (Bonniers, 1953) (Lilla lyrikserien, 13). Utökad uppl., Cavefors, 1973, med titeln 26 dikter
- Ezra Pound: Cantos I-XVII (Cavefors, 1959)
- Lewis Carroll: Snarkjakten (The Hunting of the Snark) (översatt tillsammans med Åke Runnquist) (Bonniers, 1959)
- Ernst Bruun Olsen: Teenagerlove (Teenagerlove) (Rabén & Sjögren, 1963)
- Fernando Arrabal: Arkitekten och kejsaren av Assyrien (L'Architecte et l'Empéreur d'Assyrie) (otryckt översättning för Kungliga Dramatiska Teatern 1967)
- Peter Shaffer: Hästen (Equus) (otryckt översättning för Sandrew 1976)
- Henrik Ibsen: Peer Gynt: en dramatisk dikt (Peer Gynt) (Forum, 1976)
- Molière: De löjliga preciöserna (Les precieuses ridicules) (otryckt översättning, bearbetning Thommy Berggren, för Kungliga Dramatiska Teatern 1995)
- Pierre Corneille: Bländverk (L'illusion comique) (otryckt översättning för Kungliga Dramatiska Teatern 1995)
- Molière: Hustruskolan (L'école des femmes ) (otryckt översättning för Kungliga Dramatiska Teatern 2001)
- Aischylos: Orestien (Oresteia) (otryckt av Lars Forssell efter en version av Ted Hughes, uppförd på Stockholms stadsteater 2011)

## Sångtexter i urval
- Snurra min jord (fransk visa av Leo Ferré)
- Jag står här på ett torg (fransk visa, Le déserteur av Boris Vian), senare översatt igen som Desertören.
- Marknadsvisa
- Balladen om tiggaren och målaren Salvador Dali
- Djävulens sång  (insjungen av honom själv på EP Joker JEP 8021)
- Jonas visa (insjungen av honom själv på EP Joker JEP 8021)
- Sommaren som aldrig säger nej (musik: Monica och Carl-Axel Dominique, vinnare av Melodifestivalen 1973)
- Tillägnan (musik: Monica Dominique)
- Ett sista glas

## Priser och utmärkelser
- 1952 – Boklotteriets stipendiat
- 1953 – Albert Bonniers stipendiefond för yngre och nyare författare
- 1957 – Boklotteriets stipendiat
- 1958 – Boklotteriets stipendiat
- 1960 – Boklotteriets stipendiat
- 1963 – Boklotteriets stipendiat
- 1965 – Carl Emil Englund-priset för Röster
- 1966 – Evert Taube-stipendiet
- 1968 – Bellmanpriset
- 1969 – De Nios Stora Pris
- 1981 – Bellmanpriset
- 1981 – Övralidspriset
- 1983 – Ferlinpriset
- 1992 – Pilotpriset
- 1993 – Litteris et Artibus
- 1997 – Cornelis Vreeswijk-stipendiet
- 1997 – Gustaf Fröding-sällskapets lyrikpris
- 1998 – Svenska Akademiens nordiska pris
- 2000 – Erik Lindegren-priset
- 2005 – Olle Adolphsons minnespris
- 2009 – Fick en gata på Kungsholmen i Stockholm uppkallad efter sig [9]